# Мармарт (Північна Дакота)
Мармарт (англ. Marmarth) — місто (англ. city) в США, в окрузі Слоуп штату Північна Дакота. Населення — 101 особа (2020).

## Географія
Мармарт розташований за координатами 46°18′5″ пн. ш. 103°56′5″ зх. д. / 46.30139° пн. ш. 103.93472° зх. д. (46.301368, -103.934837).  За даними Бюро перепису населення США в 2010 році місто мало площу 6,54 км², з яких 6,48 км² — суходіл та 0,06 км² — водойми.

## Демографія
Згідно з переписом 2010 року, у місті мешкало 136 осіб у 64 домогосподарствах у складі 35 родин. Густота населення становила 21 особа/км².  Було 93 помешкання (14/км²).
Расовий склад населення:
| - 89,7 % — білих - 9,6 % — корінних американців |

До двох чи більше рас належало 0,7 %. Частка іспаномовних становила 8,1 % від усіх жителів.
За віковим діапазоном населення розподілялося таким чином: 23,5 % — особи молодші 18 років, 55,9 % — особи у віці 18—64 років, 20,6 % — особи у віці 65 років та старші. Медіана віку мешканця становила 41,0 року. На 100 осіб жіночої статі у місті припадало 119,4 чоловіків;  на 100 жінок у віці від 18 років та старших — 108,0 чоловіків також старших 18 років.
Середній дохід на одне домашнє господарство  становив 37 179 доларів США (медіана — 24 107), а середній дохід на одну сім'ю — 42 611 долар (медіана — 33 750). За межею бідності перебувало 26,6 % осіб, у тому числі 28,9 % дітей у віці до 18 років та 33,3 % осіб у віці 65 років та старших.
Цивільне працевлаштоване населення становило 70 осіб. Основні галузі зайнятості: сільське господарство, лісництво, риболовля — 30,0 %, роздрібна торгівля — 15,7 %, мистецтво, розваги та відпочинок — 12,9 %.